# Cylindilla bidentata
Cylindilla bidentata là một loài bọ cánh cứng trong họ Cerambycidae.